# Juicy Lucy
Juicy Lucy je britská blues-rocková skupina, založená roku 1969. Ve skupině hrály i pozdější člen Van der Graaf Generator a Iron Butterfly Keith Ellis a pozdější člen Whitesnake Micky Moody.

## Diskografie

### Alba
- 1969 – Juicy Lucy
- 1970 – Lie Back and Enjoy It
- 1971 – Get a Whiff a This
- 1972 – Pieces
- 1990 – Who Do You Love - The Best of Juicy Lucy (kompilace)
- 1998 – Blue Thunder
- 1999 – Here She Comes Again
- 2006 – Do That And You'll Lose It